# On n'a qu'une vie
Pour plus de détails, voir Fiche technique et Distribution.
On n'a qu'une vie est un téléfilm français réalisé par Jacques Deray, diffusé pour la première fois en 2000.

## Fiche technique
- Titre français : On n'a qu'une vie ou Je t'aime
- Réalisation : Jacques Deray
- Scénario : Jacques Deray, Louis Gardel et Pierre Rey
- Photographie : Romain Winding
- Musique : Éric Demarsan
- Pays d'origine : France
- Date de première diffusion : 2000

## Distribution
- Robin Renucci : Grégoire
- Marianne Basler : Claire
- Franco Interlenghi : Mr Blaizeau
- Antonella Lualdi : Mme Blaizeau
- Luca Barbareschi : Nicolas
- Michel Creton : l'homme à l'imperméable
- Julie Arnold : Marthe
- Laurent Levesque : le pianiste (non crédité)